# Campeonato Mundial Femenino de Balonmano de 1975
El VI Campeonato Mundial de Balonmano Femenino se celebró en la Unión Soviética entre el 2 y el 13 de diciembre de 1975 bajo la organización de la Federación Internacional de Balonmano (IHF) y la Federación Soviética de Balonmano.

## Grupos
| Grupo A        | Grupo B    | Grupo C         |
| -------------- | ---------- | --------------- |
| Checoslovaquia | Dinamarca  | R.D.A.          |
| Japón          | Hungría    | Estados Unidos  |
| Noruega        | Túnez      | Polonia         |
| Rumania        | Yugoslavia | Unión Soviética |

## Primera fase

### Grupo A
| Equipo         | J | G | E | P | G+ | G- | DG  | PTS |
| -------------- | - | - | - | - | -- | -- | --- | --- |
| Rumania        | 3 | 3 | 0 | 0 | 57 | 34 | +23 | 6   |
| Checoslovaquia | 3 | 2 | 0 | 1 | 48 | 45 | +3  | 4   |
| Noruega        | 3 | 1 | 0 | 2 | 38 | 42 | -4  | 2   |
| Japón          | 3 | 0 | 0 | 3 | 39 | 61 | -22 | 0   |

### Grupo B
| Equipo     | J | G | E | P | G+ | G- | DG  | PTS |
| ---------- | - | - | - | - | -- | -- | --- | --- |
| Yugoslavia | 3 | 3 | 0 | 0 | 68 | 20 | +48 | 6   |
| Hungría    | 3 | 2 | 0 | 1 | 53 | 26 | +27 | 4   |
| Dinamarca  | 3 | 1 | 0 | 2 | 43 | 41 | +2  | 2   |
| Túnez      | 3 | 0 | 0 | 3 | 17 | 94 | -77 | 0   |

### Grupo C
| Equipo                        | J | G | E | P | G+ | G- | DG  | PTS |
| ----------------------------- | - | - | - | - | -- | -- | --- | --- |
| República Democrática Alemana | 3 | 2 | 1 | 0 | 63 | 24 | +39 | 5   |
| Unión Soviética               | 3 | 2 | 1 | 0 | 58 | 22 | +36 | 5   |
| Polonia                       | 3 | 1 | 0 | 2 | 35 | 45 | -10 | 2   |
| Estados Unidos                | 3 | 0 | 0 | 3 | 18 | 83 | -65 | 0   |

## Fase final

### Grupo I
| Equipo                        | J | G | E | P | G+ | G- | DG  | PTS |
| ----------------------------- | - | - | - | - | -- | -- | --- | --- |
| República Democrática Alemana | 5 | 4 | 1 | 0 | 60 | 49 | +11 | 9   |
| Unión Soviética               | 5 | 3 | 1 | 1 | 70 | 58 | +12 | 7   |
| Hungría                       | 5 | 3 | 0 | 2 | 52 | 46 | +6  | 6   |
| Rumania                       | 5 | 2 | 0 | 3 | 65 | 55 | +10 | 4   |
| Yugoslavia                    | 5 | 1 | 1 | 3 | 59 | 63 | -4  | 3   |
| Checoslovaquia                | 5 | 0 | 1 | 4 | 43 | 78 | -35 | 1   |

## Medallero
|                               |                 |         |
| República Democrática Alemana | Unión Soviética | Hungría |

## Estadísticas

### Clasificación general
| 1. República Democrática Alemana |
| 2. Unión Soviética               |
| 3. Hungría                       |
| 4. Rumania                       |
| 5. Yugoslavia                    |
| 6. Checoslovaquia                |
| 7. Polonia                       |
| 8. Noruega                       |
| 9. Dinamarca                     |
| 10. Japón                        |
| 11. Estados Unidos               |
| 12. Túnez                        |